# Hôtel Ravault
 (février 2019).
L’hôtel Ravault est un hôtel particulier situé à Montargis dans le département du Loiret en région Centre-Val de Loire.

## Géographie
L’hôtel Ravault est situé 9, rue Raymond Tellier (autrefois 9, rue du Pont-de-l'Ouche), dans le centre-ville de Montargis, à proximité du Loing.

## Histoire
Par acte passé par-devant maître Balthazar, notaire royal à Montargis, le 19 juin 1614, Antoine Lhoste (1570-1623), lieutenant général de Montargis, achète cette maison à Marie Dessailly, veuve de Barthélémy de Grandchamp, avocat du roi de France à Montargis.
Antoine Lhoste, célèbre juriste du XVIIe siècle, est l'auteur des Privilèges de Montargis (1621) et des Commentaires sur la coutume de Lorris et de Montargis, ouvrage ayant fait autorité jusqu'en 1789. Un portrait d'Antoine Lhoste est conservé au château de Versailles. 
La sépulture d'Antoine Lhoste et de Catherine Gassot, sa femme, est visible dans l'église Sainte-Marie-Madeleine de Montargis, l'épitaphe gravée sur une large plaque de marbre noir ornée de motifs et d'armoiries.
Claude Lhoste (1608-1674), son fils, hérite de cette maison qu'il agrandit avec l'acquisition d'une maison voisine en 1636. 
Le fils de Claude Lhoste, Dominique Lhoste (1640-1701), premier président du présidial de Montargis, qui fut anobli par charge et devint M. Lhoste de Sélorge, en hérita à son tour et y fit de nombreux aménagements, notamment une glacière voûtée surmontée d'une terrasse et les appartements dans lesquels le roi Louis XIV fut reçu.
Dominique Lhoste de Sélorge reçut dans cette maison Louis XIV, venu accueillir la princesse de Savoie, le 4 novembre 1696. Dans cette maison, où il était logé, Louis XIV apporta un écran en tapisserie des Gobelins. Il y écrivit des lettres à Madame de Maintenon.
À la mort de Madame de Sélorge, en 1725, l'hôtel fut vendu à Alexandre Burband, munitionnaire général des vivres, qui mourut en 1746. Sa veuve, Jeanne d'Authuille, le revendit à Hubert Aulas de Courtigis (1721-1781), prévôt général de la maréchaussée de la généralité d'Orléans, chevalier de l'ordre royal et militaire de Saint-Louis, qui y vécut durant trente ans.
L'hôtel fut alors acheté en 1781 par Georges François Ravault (1730-1806), avocat au bailliage royal et échevin de Montargis sous le règne de Louis XV. La maison est, depuis cette époque, connue sous l'appellation d'hôtel Ravault, elle fut conservée dans sa descendance jusqu'en 1897. 
La mère de Georges François Ravault, Marie-Madeleine de Beauharnais, était parente de l'Impératrice Joséphine. Le gendre de Georges François Ravault, Benjamin Guyhoü de Montleveaux, fut nommé par Napoléon Ier conseiller à la cour impériale, le fils de ce dernier fut à son tour magistrat. Nommé également Benjamin Guyhoü de Montleveaux (1793-1860), né et mort dans l'hôtel Ravault, il fut Procureur impérial à Montargis et deux fois élu maire de Montargis. Napoléon III le nomma chevalier de l'ordre impérial de la Légion d'honneur en 1858.
L'hôtel Ravault fut acquis en 1897 par Paul Payen, administrateur de la société des Grands Magasins du Louvre, et resta dans cette famille jusqu'en 1960.

## Architecture
Formé d'ailes en équerre ouvrant sur une cour intérieure pavée prolongée par un parc bordé par le canal, cet hôtel est de style Henri IV. La chambre où Louis XIV fut logé est une grande pièce située au dessus de la porte cochère.
La distribution intérieure, remaniée par le comte de Montleveaux au début du XIXe siècle, privilégie l'espace et la luminosité, avec une hauteur sous plafond d'environ cinq mètres.

### Porte cochère
La porte cochère, ouvrant sur la rue Raymond Tellier, est d'époque Directoire. Elle est ornée de deux chimères et de deux lions ailés. Le heurtoir de la porte de l'entrée dite « de service », d'époque Louis XIV, est remarquable. Il a notamment été classé à l'inventaire du patrimoine de Montargis. 

### Escalier
L'escalier, datant des années 1650-1660, se trouve dans le vestibule de l'aile Est. Il est en chêne sculpté et est remarquable par sa largeur ainsi que les balustres.
La façade de la maison rue Raymond Tellier ainsi que l'escalier ont été dessinés par Georges Thouvenot.